# Comitato centrale del Partito Comunista Cinese
Il Comitato centrale del Partito Comunista Cinese (中国共产党中央委员会S, Zhōngguó Gòngchǎndǎng Zhōngyāng WěiyuánhuìP) è la più alta autorità del Partito Comunista Cinese all'interno delle due sessioni del Congresso nazionale del PCC. I suoi membri nominano l'Ufficio politico del Partito Comunista Cinese (Politburo) del PCC e il Segretario generale del PCC.
Il Comitato centrale dura in carica cinque anni ed i suoi membri sono eletti dal congresso nazionale del Partito, il quale conta approssimativamente 2000 delegati.
Sebbene il CC non eserciti la propria autorità allo stesso modo di un'assemblea legislativa, esso rimane un importante organo costituito da tutti i più alti dirigenti del Partito, dello Stato e dell'esercito. Il Comitato centrale è più grande ed ha uno spettro ideologico più vario rispetto al Politburo.

## Struttura del Comitato centrale
Il Comitato centrale è composto da cinque organi e da svariati dipartimenti funzionali, commissioni, uffici di ricerca, "gruppi dirigenti", la scuola di partito e gli archivi centrali. Il Comitato centrale possiede inoltre due organi di stampa.
Gli organi del Comitato centrale sono il Segretario generale, il Politburo, il Comitato Permanente, il Segretariato e la Commissione Militare Centrale (中国共产党中央军事委员会).
I dipartimenti funzionali del Comitato centrale sono il Dipartimento Centrale per l'Organizzazione,  il Dipartimento Centrale di Propaganda, il Dipartimento Centrale per il Fronte Unito, il Dipartimento Centrale per le Relazioni Esterne, il Dipartimento Centrale per le Traduzioni, il Dipartimento Centrale di Lavoro per Taiwan, il Dipartimento per la Propaganda verso l'Estero, il Dipartimento Centrale per le Guardie del Corpo.
Le commissioni sono la Commissione di Lavoro per gli Organi Centrali dello Stato, la Commissione di Lavoro per gli Organi del Comitato centrale, la Commissione Politico-Giudiziaria, la Commissione per il Mantenimento dell'Ordine Pubblico, la Commissione per il Segreto di Stato.
Gli uffici di ricerca del Comitato centrale del Partito Comunista Cinese sono l'Ufficio Centrale di Ricerca sulla Documentazione, l'Ufficio Centrale di Ricerca sulla Storia di Partito, l'Ufficio Centrale di Ricerca sui Provvedimenti Politici.
Gli organi di stampa del Comitato centrale del Partito Comunista Cinese sono il Quotidiano del Popolo ed il bimestrale Qiushi ("Ricerca della Verità")

## XX Comitato centrale del Partito Comunista Cinese
Il XX Comitato centrale del Partito Comunista Cinese è stato eletto dal XX Congresso nazionale del Partito Comunista Cinese nell'ottobre 2022 e resterà in carica cinque anni, sino al successivo Congresso nazionale previsto nel 2027.